# Arnbach (Pfinz)
Der Arnbach ist ein gut sechs Kilometer langer Zufluss der Pfinz im Enzkreis. Er entsteht im Neuenbürger Stadtteil Arnbach und mündet zwischen den Ortsteilen Dietenhausen und Ellmendingen der Gemeinde Keltern von rechts in die Pfinz.

## Name
Der Linguist und Namenforscher Albrecht Greule leitet den Namen Arnbach vom mittelhochdeutschen aherm, „Ahorn“, ab. Dies entspricht der Deutung des Namens des gleichnamigen Ortes im landeskundlichen Informationssystem LEO-BW. Eine Website der Stadt Neuenbürg sieht das Wort ar, „Greifvogel“, als Herleitung des Namens.

## Geographie

### Verlauf
Der Arnbach entsteht am Nordrand des Neuenbürger Stadtteils Arnbach direkt neben der Kreisstraße 4542 nach Straubenhardt-Ottenhausen. Nördliche bis nordöstliche Richtung einschlagend, passiert der Bach nach wenigen hundert Metern die Grenze zwischen den Naturräumen Schwarzwald-Randplatten und Kraichgau.
Nach knapp zwei Kilometern mündet von rechts der Gräfenhauser Bach, der südlich von Birkenfeld-Obernhausen entspringt und durch Obernhausen und das ebenfalls zu Birkenfeld gehörende Gräfenhausen fließt. Nördlich der Mündung verengt sich das Tal des Arnbachs, die Hänge sind mit Mischwald bestockt, der Bach wird von einem Wiesenstreifen und von der Kreisstraße 4576 von Gräfenhausen nach Keltern-Ellmendingen begleitet. Im Tal liegt das Hochwasserrückhaltebecken Am Arnbach mit einem neun Meter hohen Erddamm und einem gewöhnlichen Hochwasserrückhalteraum von 19.100 Kubikmeter.
An der Grenzsägmühle münden kurz nacheinander der Kettelsbach (auch Kettelsbachgraben) von rechts und der Niebelsbach von links. Der gut zwei Kilometer lange Kettelsbach verläuft überwiegend im Naturschutzgebiet Essigberg, in dem er auch entspringt. Der rund zwei Kilometer lange Niebelsbach entspringt südlich des gleichnamigen Ortsteils von Keltern.
Die Grenzsägmühle markiert die frühere Grenze zwischen Württemberg und Baden, die hier den Arnbach querte und Richtung Osten dem Kettelsbach folgte. Unterhalb der Grenzsägmühle sind Damm und Brücke der einstigen Pforzheimer Kleinbahn über den Arnbach erhalten. Die 1968 stillgelegte Kleinbahn verband Pforzheim mit Ittersbach, wo Anschluss nach Karlsruhe bestand.
Rund 600 Meter unterhalb der Grenzsägmühle mündet von rechts der knapp fünf Kilometer lange Federbach, der östlich von Dietlingen entspringt und diesen Ortsteil von Keltern durchfließt. Unterhalb der Federbachmündung wendet sich der Arnbach nach Westen bis Nordwesten, womit er die Fließrichtung des Federbachs übernimmt. Er durchfließt, meist begleitet von Durchgangsstraßen, den Ortskern von Ellmendingen. Rund einen Kilometer nordwestlich von Ellmendingen mündet der Arnbach innerhalb des Naturschutzgebietes Ellmendinger Roggenschleh von rechts in die Pfinz. Eine Übersicht der Ellmendinger Gemarkung aus den 1870er Jahren lässt erkennen, dass der Arnbach seitdem im Mündungsbereich begradigt und nach Norden verlegt wurde.

### Einzugsgebiet
Das Einzugsgebiet des Arnsbachs umfasst eine Fläche von etwa 30,3 km². Es gehört, naturräumlich gesehen, mit dem Süden zu den Schwarzwald-Randplatten, mit dem mittleren und nördlichen Teil zum Unterraum Pfinzhügelland des Kraichgaus, und zwar insgesamt in dessen Teil Westlicher Pfinzgau. Der höchste Punkt südöstlich von Schwann auf einer Waldhöhe nahe der Südwestecke 524,8 m ü. NHN erreicht.
Reihum grenzen die folgenden Nachbar-Einzugsgebiete an:
- Fast von der Mündung an entwässert im Nordnordosten der Rannbach, der nächste rechte Zufluss der Pfinz;
- jenseits der östlichen Wasserscheide liegt das Quellgebiet des Malschbachs, eines linken Zuflusses der Enz;
- stellenweise nur einen halben Kilometer entfernt von ihr fließt entlang der südöstlichen die Enz selbst;
- am Südwesteck fließt außerhalb kurz der Rotenbach zur nahen Enz;
- im Westen konkurrieren von dort an anfangs der Krähenbach, der zum Arnbach nächsthöhere Zufluss nun wieder der Pfinz, später und zurück bis zur Mündung des Arnbachs zurück die Pfinz selbst.

### Zuflüsse und Seen
Hierarchische Liste der Zuflüsse und  Seen von der Quelle zur Mündung. Gewässerlänge, Seefläche, Einzugsgebiet und Höhe nach den entsprechenden Layern auf der Onlinekarte der LUBW. Andere Quellen für die Angaben sind vermerkt.
Ursprung des Arnbachs am Nordrand des Neuenbürger Stadtteils Arnbach auf etwa 303 m ü. NHN.
- Gräfenhauser Bach, von rechts und Südosten auf etwa 249 m ü. NHN  nach Durchqueren von Birkenfeld-Gräfenhausen, 2,6 km und 5,1 km². Entspringt auf etwa 368 m ü. NHN südsüdöstlich von Birkenfeld-Obernhausen im Wald.
  - Durchfließt auf etwa 310 m ü. NHN das nicht dauereingestaute Rückhaltebecken Klemmerkurve wenig vor Obernhausen.
- Durchfließt auf etwa 247 m ü. NHN das nicht dauereingestaute Rückhaltebecken Am Arnbach am Anfang der Waldenge wenig nach dem vorigen Zufluss.
- (Bach aus dem Hartwald), von rechts und Osten in das Rückhaltebecken, 0,4 km und ca. 0,4 km².[LUBW 6] Entsteht auf etwa 286 m ü. NHN zwischen einem Feldweg im Winkenbühl und dem oberen Rand des Hartwaldes.
- Kettelsbach,[9] auch Kettelsbachgraben,[10] von rechts und Südosten auf etwa 209 m ü. NHN gegenüber der Grenzsägmühle von Keltern-Niebelsbach, 2,2 km und 2,5 km². Entspringt auf etwa 274 m ü. NHN südlich von Keltern-Dietlingen zwischen Essigberg und Rickwald.
- Niebelsbach, von links und Südsüdwesten auf etwa 204 m ü. NHN an der Grenzsägmühle, 2,0 km und 2,1 km². Entsteht auf etwa 250 m ü. NHN am Südrand von Niebelsbach.
- Federbach, von rechts und Osten auf etwa 290 m ü. NHN vor Ellmendingen, 4,7 km und 10,1 km². Entsteht auf etwa 325 m ü. NHN wenig östlich von Keltern-Reihelberg.
  - Fuchslochgraben, von links und Südosten auf knapp 200 m ü. NHN nördlich des Sportgeländes im südlichen Ellmendingen, 2,9 km und ca. 2,2 km².[LUBW 6] Entsteht auf etwa 375 m ü. NHN wenig westlich von Birkenfeld an der K 4576 nach Obernhausen.
    - (Graben am Südfuß der Hoheneichforchen), von rechts und Osten auf etwa 303 m ü. NHN bei Im Fuchsloch, 0,6 km und ca. 0,7 km².[LUBW 6] Entsteht auf etwa 340 m ü. NHN an der Ostspitze seines Talmuldenwäldchens.

  - Hägenachgraben, von links und Südsüdosten auf etwa 246 m ü. NHN nordwestlich des Sportgeländes im südlichen Ellmendingen, 2,3 km und ca. 2,4 km².[LUBW 6] Entsteht auf etwa 359 m ü. NHN westlich des Birkenfelder Waldes Erlach und der Sportanlagen darin.
- Auf etwa 181 m ü. NHN liegen im Mündungsdreieck des Arnbachs im Naturschutzgebiet Ellmendinger Roggenschleh drei Teiche, zusammen über 0,2 ha.

Mündung des Arnbachs von rechts und Südosten auf etwa 178 m ü. NHN im Naturschutzgebiet Ellmendinger Roggenschleh nordwestlich von Keltern-Ellmendingen.

### LUBW
Amtliche Online-Gewässerkarte mit passendem Ausschnitt und den hier benutzten Layern: Lauf und Einzugsgebiet des Arnbachs

Allgemeiner Einstieg ohne Voreinstellungen und Layer: Daten- und Kartendienst der Landesanstalt für Umwelt Baden-Württemberg (LUBW) (Hinweise)
1. 1 2 3  Höhe nach dem Höhenlinienbild auf dem Hintergrundlayer Topographische Karte.
2. 1 2  Länge nach dem Layer Gewässernetz (AWGN).
3. 1 2  Einzugsgebiet nach dem Layer Basiseinzugsgebiet (AWGN).
4. ↑  Höhe nach schwarzer Beschriftung auf dem Hintergrundlayer Topographische Karte.
5. ↑  Seefläche nach dem Layer Stehende Gewässer.
6. 1 2 3 4  Einzugsgebiet abgemessen auf dem Hintergrundlayer Topographische Karte.

### Andere Belege
1. ↑  Werte aus Regionalisierung, Datenstand 1. März 2016 (MNQ, MQ), 1. März 2007 (MHQ) aus Abfluss-BW – ein Daten- und Kartendienst der Landesanstalt für Umwelt Baden-Württemberg (Hinweise)
2. ↑  Albrecht Greule: Deutsches Gewässernamenbuch. Etymologie der Gewässernamen und der dazugehörigen Gebiets-, Siedlungs- und Flurnamen. de Gruyter, Berlin 2014, ISBN 978-3-11-019039-7, S. 42.
3. ↑  Arnbach - Altgemeinde~Teilort bei Leo-BW (abgerufen am 15. November 2022).
4. ↑  Arnbach im Kirschengäu bei www.neuenbuerg.de (abgerufen am 15. November 2022).
5. ↑  Steckbrief RHB “Am Arnbach” beim LUBW (abgerufen am 8. Juni 2019).
6. ↑  Meßtischblatt 7117 Neuenbürg von 1907 in der Deutschen Fotothek.
7. ↑  Gemarkungsübersicht Ellmendingen im Maßstab 1:10.000, Vermessung 1871, Zeichnung 1873, Druck 1879, beim Generallandesarchiv Karlsruhe.
8. ↑  Friedrich Huttenlocher, Hansjörg Dongus: Geographische Landesaufnahme: Die naturräumlichen Einheiten auf Blatt 170 Stuttgart. Bundesanstalt für Landeskunde, Bad Godesberg 1949, überarbeitet 1967. → Online-Karte (PDF; 4,0 MB)
9. ↑  Name Kettelsbach nach der Flurkarte der Württembergischen und Hohenzollerischen Landesvermessung, Kartenblatt NW XXXVII 31, Stand 1836.
10. ↑  Name Kettelsbachgraben nach der Gemarkungsübersicht von Dietlingen von 1881.